# Skolförordningen
Skolförordning (2011:185) reglerar Sveriges samtliga skolformer. Den ersätter bland annat grundskoleförordningen, sameskolförordningen, särskoleförordningen och specialskoleförordningen. Skolförordningen gäller från 15 april 2011 och började tillämpas från och med den 1 juli 2011. Undantag finns för de elever som höstterminen 2011 påbörjar sitt nionde skolår i grundskolan eller grundsärskolan, elever som höstterminen 2011 påbörjar sitt tionde skolår i specialskolan eller före 1 juli 2011 har påbörjat sin gymnasieutbildning.